# Seriphidium elongatum
Seriphidium elongatum là một loài thực vật có hoa trong họ Cúc. Loài này được (Filatova & Ladygina) K.Bremer & Humphries ex K.Bremer & Humphries miêu tả khoa học đầu tiên năm 1991.